# Кодекс 070
Кодекс 070 (Gregory-Aland), ε 6 (von Soden) — унциальный манускрипт VI века на греческом и коптском языках, содержащий фрагменты текста Евангелия от Луки и Евангелия от Иоанна на 44 пергаментных листах (37 x 28 см). Текст на листе расположен в две колонки, 35 строк в колонке.

## Особенности рукописи
Вместе с кодексами 0110, 0124, 0178, 0179, 0180, 0190, 0191, 0193, 0194 и 0202 она составляла одну рукопись.
070 (13 folios) — Лука 9,9-17; 10,40-11,6; 12,15-13,32; Иоанн 5,31-42; 8,33-42; 12,27-36
0110 (1 folio) — Иоанн 8,13-22
0124 (22 folios) — Лука 3,19-30; 10,21-30; 11,24-42; 22,54-65; 23,4-24,26; Иоанн 5,22-31; 8,42-9,39; 11,48-56; 12,46-13,4
0178 (1 folio) — Лука 16,4-12
0179 (1 folio) — Лука 21,30-22,2
0180 (1 folio) — Иоанн 7,3-12
0190 (1 folio) — Лука 10,30-39
0191 (1 folio) — Лука 12,5-14
0193 (1 folio) — Иоанн 3,23-32
0202 (2 folios) — Лука 8,13-19; 8,55-9,9.
Греческий текст рукописи отражает смешанный тип текста. Рукопись отнесена к III категории Аланда.

## История рукописи
Девять листов рукописи (Лука 12,15-13,32; Иоанн 8,33-42) принадлежали Карлу Готтфриду Уойду который получил их из Египта (Fragmentum Woideanum).
Карл Годфри Уойд в 1786 году опубликовал текст Нового Завета Александрийского кодекса кодекса и несколько страниц рукописи 070 (также известный как «Fragmentum Woideanum»).
Рукопись поделена на 11 части и сейчас хранится в 4 библиотеках мира:
- Clarendon Press, b. 2
- Национальной библиотеке Франции, Copt. 132,2, Copt. 129,7
- Британской библиотеке, Or. 3579 B [29]
- Австрийской национальной библиотеке, (1 f)[1].